# Zele albiditarsus
Zele albiditarsus är en stekelart som beskrevs av Curtis 1832. Zele albiditarsus ingår i släktet Zele och familjen bracksteklar. Arten är reproducerande i Sverige. Inga underarter finns listade i Catalogue of Life.